# 沙赫特內
沙赫特內（羅馬化：Shakhtne）是位於烏克蘭東部的市級鎮，由頓涅茨克州顿涅茨克区的哈爾齊茲克市鎮負責管轄。該鎮處於祖赫雷斯以南2公里，距離頓涅茨克35公里，海拔高度116米，2011年該市級鎮人口854。